# 2020年フランス市議会議員選挙
2020年フランス市議会議員選挙（フランス語: Élections municipales françaises de 2020）は、2020年に行われたフランスの選挙である。
コミューン議会選挙の決選投票が6月28日に行われた。ヨーロッパ・エコロジー＝緑の党（EELV）に票が集まって、リヨン、ボルドー、ストラスブールなどで初めて多数派を獲得し、歴史的勝利を収めた。